# 서부광부연맹
서부광부연맹(Western Federation of Miners'; WFM)은 미국 서부와 캐나다 브리티시컬럼비아에서 활동한 급진적 노동조합이다. 광부 및 제련 노동자를 조합원으로 조직했으며, 광산업주 및 정부당국과 극렬한 투쟁을 벌였다. 그 중 대표적인 것이 1903–04년 콜로라도 크리플크리크에서 벌어진 콜로라도 노동전쟁이다. WFM은 1905년 세계산업노동자연맹(IWW)의 창설 멤버로서 가맹했지만 몇 년 뒤 IWW를 탈퇴했다.
WFM은 1916년 광산공장제련노동자국제동맹(International Union of Mine, Mill, and Smelter Workers), 약칭 광공노조(Mine Mill)로 개칭한다. 다소의 침체기를 거쳐 뉴딜시대 초기에 회생하여 1935년 산별노조협의회(CIO) 창설에 참여했다. 그러나 1950년 제2차 적색공포 당시 CIO는 광공노조를 퇴출시켰다. 미국철강노동자연합(USWA)에 조합원을 계속 빼앗긴 끝에 광공노조 미국지부는 1967년 USWA에, 캐나다지부는 캐나다 자동차노동자(CAW)에 흡수되었다.

## 같이 보기
- 세계산업노동자연맹